# コーブ
コーブ（Kobus kob）は、ウシ科ウォーターバック属に分類される偶蹄類。

## 分布
ウガンダ、エチオピア、ガーナ、カメルーン、ギニア、ギニアビサウ、コートジボワール、コンゴ民主共和国、スーダン南部、チャド、中央アフリカ共和国、トーゴ、ナイジェリア、ニジェール、ブルキナファソ、ベナン、マリ共和国

## 形態
体長140-180センチメートル。尾長20-40センチメートル。肩高オス90-100センチメートル、メス82-92センチメートル。体重65-120キログラム。全身は短い体毛で被われる。頸部の体毛は鬣状に伸長せず、背面中央部の体毛は前方に向かって生える。全身の毛衣は赤褐色や橙色で、オスは老齢個体や亜種によっては黒褐色になる個体もいる。耳介の基部や内側、唇、喉、胸部から腹部、四肢上部の内側の毛衣は白い。前肢前面や後肢下部の前面（人間でいう足の甲）の毛衣は黒い。
後肢基部内側（鼠蹊腺）に臭腺がある。
オスにのみアルファベットの「S」字状にやや湾曲した角がある。角長40-70センチメートル。角の表面には10-15個の節がある乳頭の数は4個。
- K. k. leucotis　シロミミコーブ

オスは毛衣が黒い。

## 分類
- Kobus kob kob　(Erxleben, 1777)　セネガルコーブ
- Kobus kob leucotis　(Lichtenstein & Peters, 1853)　シロミミコーブ
- Kobus kob thomasi　(Sclater, 1896)　ウガンダコーブ
- Kobus kob ubangiensis　(Schwarz, 1913)　ウバンギコーブ - など

## 生態
平地や丘陵にある草原や森林の周辺にある水辺に生息する。1-数頭のオスとメスや幼獣からなる2-40頭の群れを形成し生活する。また若いオスのみで群れを形成する。
食性は植物食で、主に水生植物を食べる。
繁殖形態は胎生。繁殖期になるとオスは一定の場所に直径10-45メートルの縄張りを形成して密集し、縄張り内に入ったメスと交尾する。妊娠期間は261-271日。1回に1頭の幼獣を年に2回に分けて産む。

## 保全状態評価
- K. k. kob　セネガルコーブ

VULNERABLE (IUCN Red List Ver. 3.1 (2001))
- K. k. leucotis　シロミミコーブ、K. k. thomasi　ウガンダコーブ

LEAST CONCERN (IUCN Red List Ver. 3.1 (2001))